# Hitler's Madman
Hitler's Madman (Brasil: O Capanga de Hitler ) é um filme estadunidense de 1943, dirigido por Douglas Sirk, que deixou a Alemanha em 1937 para fugir da perseguição nazista.

## Sinopse
Segunda Guerra Mundial, 1942. Como parte da Operação Antropóide, os aliados lançam de pára-quedas combatentes da resistência Tcheca para assassinar Reinhard Heydrich (interpretado por John Carradine), Reichsprotektor (Protetor) da Boémia e Morávia. Ele morre dias depois vítima dos ferimentos, e após isso segue violenta retaliação contra o vilarejo de Lídice, onde todos os moradores foram executados ou deportados.

## Elenco
- Patricia Morison ... Jarmilla Hanka
- John Carradine ... Reinhard Heydrich
- Alan Curtis ... Karel Vavra
- Howard Freeman ... Heinrich Himmler
- Ralph Morgan ... Jan Hanka
- Edgar Kennedy ... Nepomuk
- Ludwig Stössel ... Herman Bauer
- Al Shean ... padre Cemlanek
- Elizabeth Russell ... Maria Bartonek
- Jimmy Conlin ... Dvorak